# اسپرانتیستا وگتارانو

نشان انجمن جهانی اسپرانتیست‌های گیاه‌خوار. شعار این انجمن در زیر آن به زبان اسپرانتو نوشته شده‌است: Vivu kaj lasu vivi (به معنی: زندگی کن و بگذار زندگی کنند)

اسپرانتیستا وگتارانو (به اسپرانتو: Esperantista Vegetarano) (به معنی گیاه‌خوار اسپرانتیست) ارگان انجمن جهانی اسپرانتیست‌های گیاه‌خوار (به اسپرانتو: Tutmonda Esperantista Vegetarana Asocio, TEVA)، است، که انجمنی متشکل از اسپرانتیست‌های گیاه‌خوار است. این انجمن در سال ۱۹۰۸ میلادی در آلمان پایه‌گذاری شد و قدیمی‌ترین انجمن گیاه‌خواری در جهان است، که هنوز نیز فعال می‌باشد. لئو تولستوی نویسندهٔ شهیر روسیه، که از حامیان بزرگ زبان بین‌المللی اسپرانتو بود، پرزیدنت افتخاری این انجمن در بدو تأسیس آن شد.
زبان این نشریه، مانند زبان کاری انجمن جهانی اسپرانتیست‌های گیاه‌خوار، زبان فراساخته‌ی اسپرانتو است. این انجمن از سال ۱۹۱۴ تا ۱۹۳۲، شکل اولیهٔ این نشریه را با نام وِگِتارانو (به اسپرانتو: Vegetarano) (به معنی گیاه‌خوار) منتشر می‌کرد، که از سال ۲۰۰۹ با نام اِسپِرانتیستا وِگِتارانو (به اسپرانتو: Esperantista Vegetarano) انتشار مجدد آن آغاز شد.

## رابطهٔ بین اسپرانتو و گیاه‌خواری
سازنده و مبدع زبان اسپرانتو، دکتر لودویک زامنهوف (۱۹۱۷–۱۸۵۹) در آغازین سال‌های انتشار کتاب اول، چندین مقاله در مورد خوبی‌های گیاه‌خواری به زبان اسپرانتو نگاشت و منتشر نمود. سندهای موجود میان اعضای انجمن اسپرانتوی انگلستان (۱۹۶۸) و انجمن اسپرانتوی آلمان (۱۹۹۲) نشان می‌دهند که درصد افراد گیاه‌خوار در بین اسپرانتیست‌ها به‌مراتب بیشتر از غیراسپرانتیست‌ها است. پیتر فورستر، نویسنده کتاب جنبش اسپرانتو بیان کرده‌است، که رابطه‌ای مستقیم میان گیاه‌خواری و صلح‌جویی، و در نتیجه بین گیاه‌خواری و اسپرانتو وجود دارد.

## سردبیران این نشریهٔ اسپرانتو (به ترتیب تصدی این امر)
- لیلیا فابرتو (به ایتالیایی: Lilia Fabretto) (از استرالیا)
- باب فلبی (به انگلیسی: Bob Felby) (از استرالیا)
- ویلیام سیمکاک (به انگلیسی: William Simcock) (از انگلستان)
- مارک اشتینبرگ (به آلمانی: Mark Steinberg) (از آلمان)
- اسکار بونمان (به آلمانی: Oskar Bünemann) (از آلمان)
- استانو مارچک

(به اسلواکی: Stano Marček) (از اسلواکی)
- یوزفو نمت (به مجاری: Jozefo Nemeth) (از مجارستان)